# شقيقتان (على الشرفة)
شقيقتان (على الشرفة) هي لوحة زيتية على قماش من الفنان الفرنسي بيير أوغست رينوار. أبعاد اللوحة هي 100.5 سم × 81 سم. العنوان بالفرنسية (French: Les Deux Sœurs) رُسمت هذه اللوحة من قبل رينوار، وعنوان على شرفة (بالفرنسية: سور ترأس مدينة لوس انجلوس) من قبل مالكها الأول بول دوراند راؤول.
عمل رينوار على اللوحة على شرفة بيت الفرن، وهو مطعم يقع على جزيرة في نهر السين في شاتو، وهي الضاحية الغربية لباريس. وتصور اللوحة امرأة شابة وأختها الصغيرة جالسة في الهواء الطلق بسلة صغيرة تحتوي على كرات من الصوف. يمكن مشاهدة الشجيرات والأوراق على نهر السين خلفها عبر السور على ألتراس.
منذ عام 1880 حتى عام 1881، قبل العمل بوقت قصير في لوحة شقيقتان (على الشرفة) عمل رينوار في هذا الموقع بالذات على لوحة شهيرة أخرى، مأدبة غداء على القوارب.   
كانت جين دارلوت (1863 - 1914)، ممثلة في المستقبل تبلغ من العمر 18 عامًا في ذلك الوقت، تتظاهر بأنها «الأخت الكبرى». من غير المعروف من الذي تظاهر بأنه «الأخت الصغرى»، ولكن يقال أن النماذج لم تكن مرتبطة في الواقع. 
بدأ رينوار العمل على اللوحة في أبريل 1881 وفي 7 يوليو 1881، تم شراؤها من قبل تاجر القطع الفنية، بول دوراند راويل، مقابل 1500 فرنك.  تم تقديم اللوحة لأول مرة للجمهور في المعرض الانطباعي السابع في ربيع عام 1882. في عام 1883، كان معروفا في مجموعة تشارلز افوروسي، وهو جامع فني وناشر، ولكن في عام 1892، تم إرجاع اللوحة مرة أخرى إلى مجموعة عائلة دوراند-راؤول.

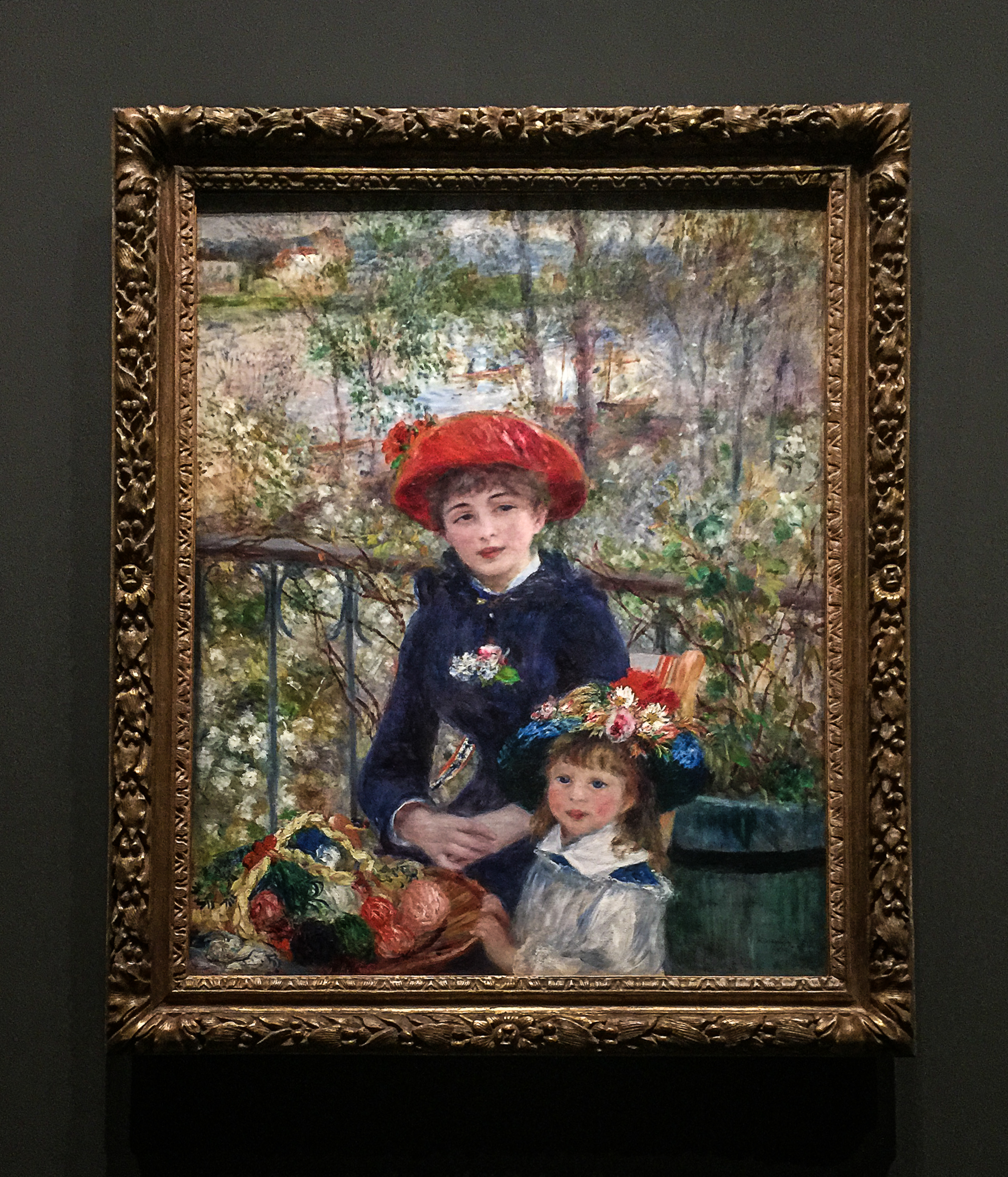

## الوصف
التركيبة غير عادية لأن «الأخوات» في المقدمة وقضبان الشرفة في الخلف لزيادة الشعور بالقرب. عادة ما يكون علاج الخلفية انطباعيًا استنادًا إلى ضربات فرشاة فضفاضة وسائلة وغير محددة الألوان وألوان طبيعية تتناقض مع الألوان المستخدمة في المقدمة.
يقوم رينوار بمعاملة مختلفة على كل وجه، أصغرهما هي الأقرب إلى الأعمال الأمامية مع طريقة انطباعية مع ميزات الوجه المقترحة بدلاً من تعريفها، والشابة البعيدة، لديها معالجة للوجه أكثر مفصلة كما لو كانت في المقدمة.
هذه اللوحة تجسد الخيار الجمالي لرينوار، الذي فضّل دائمًا رسم ما يعتبره جميلًا، وتجنّب موضوعات قبيحة أو دراماتيكية. في فصول السنة، فضّلت أن أمثل الربيع أو الصيف، وألا أتردد في فصل الشتاء.

## أعمال ذات الصلة

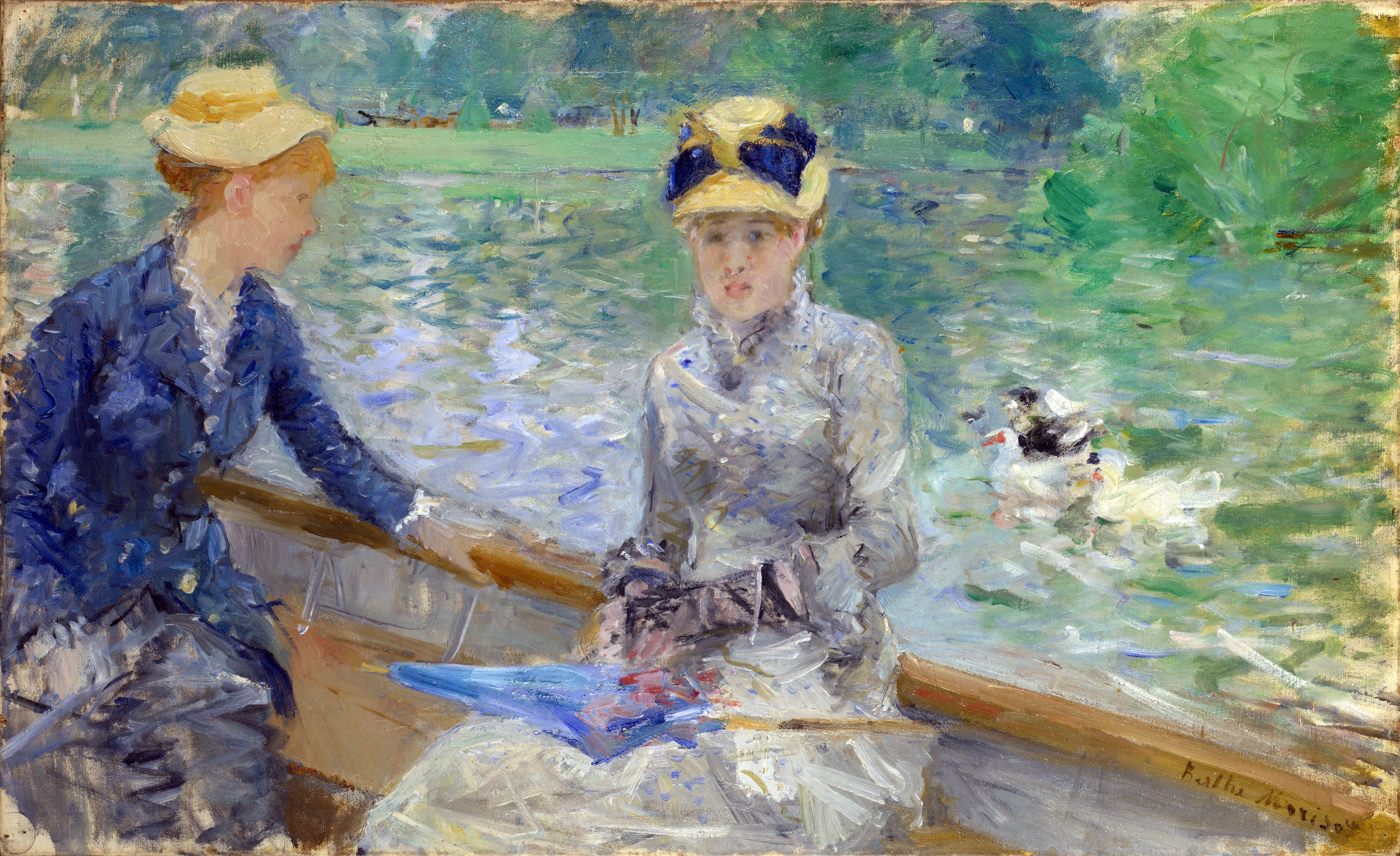
بحيرة في غابة بولونيا
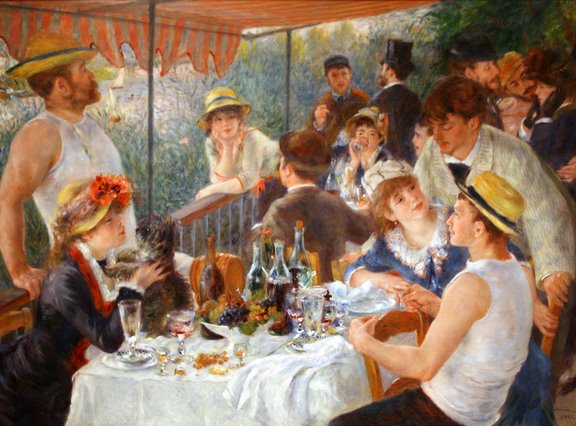
مأدبة غداء على القوارب

## وصلات خارجية
- Google Art Project: Two Sisters (On the Terrace) — Auguste Renoir (1881)
- Encyclopædia Britannica.com: Two Sisters (On the Terrace)
- The Art Institute of Chicago.edu: Video: Renoir's Two Sisters (On the Terrace) + CD With Open Eyes
- The Art Institute's Digital Catalogues: Two Sisters (On the Terrace)